# Дзёге
Дзёге (тиб. མཛོད་དགེ་, Вайли: mdzod dge, тиб. пиньинь: Zoigê) или Жоэргай (кит. упр. 若尔盖, пиньинь Ruò'ěrgài) — уезд Нгава-Тибетско-Цянского автономного округа провинции Сычуань (КНР). Правление уезда размещается в посёлке Дагцагойн.

## История
Уезд был выделен из уезда Сунгчу в 1956 году и вошёл в состав Нгава-Тибетского автономного округа. В 1987 году Нгава-Тибетский автономный округ был переименован в Нгава-Тибетско-Цянский автономный округ.

## Административное деление
Уезд делится на 3 посёлка и 14 волостей.